# Lehigh Valley United Sonic
Lehigh Valley United Sonic, conocido también como LVU Sonic, es un equipo de fútbol de los Estados Unidos que juega en la USL League Two, la cuarta liga de fútbol en importancia en el país.

## Historia
Fue fundado en 2009 en la ciudad de Allentown, Pensilvania por la Soccer Association of the Lehigh Valley (SALV), una organización sin fines de lucro de la ciudad, la cual inscribió al equipo en la National Premier Soccer League, aunque en su primera temporada se llamaron FC Lehigh Valley United.
Posteriormente adoptaron el término Sonic en alusión a su socio corporativo Sonic Drive-In, dedicado al mercado de las comidas rápidas y en el 2012 cambiaron su logo por su relación comercial. Lograron un título de la National Premier Soccer League, tres títulos de conferencia y dos títulos divisionales.
El 18 de octubre de 2015 el club se unió a la USL Premier Development League.

## Palmarés
- NPSL: 1

2012
- NPSL Keystone Division: 2

2010, 2012
- NPSL Conferencia del Noroeste: 3

2010, 2012, 2013

## Temporadas en la NPSL
| Año  | División | Liga | Temporada Regular      | Playoffs                   | Open Cup     |
| ---- | -------- | ---- | ---------------------- | -------------------------- | ------------ |
| 2010 | 5        | NPSL | 1º, Keystone 12W-1D-2L | Semifinal Nacional         | No participó |
| 2011 | 5        | NPSL | 2º, Keystone 9W-2D-1L  | No clasificó               | No clasificó |
| 2012 | 5        | NPSL | 1º, Keystone 14W-1D-1L | Campeón                    | 1ª Ronda     |
| 2013 | 5        | NPSL | 2º, Keystone 11W-0D-3L | Semifinal Nacional         | 1ª Ronda     |
| 2014 | 5        | NPSL | 2º, Keystone 8W-2D-2L  | Semifinal Northeast Region | 2ª Ronda     |